# رونن هارازی
رونن هارازی (به انگلیسی: Ronen Harazi) مهاجم اهل اسرائیل است که از سال ۱۹۹۲ تا ۱۹۹۹ میلادی عضو تیم ملی فوتبال اسرائیل بوده و در ۵۳ بازی ملی حضور داشته است. رونن هارازی توانسته در بازی‌های ملی، ۲۳ گل به ثمر برساند.